# うさぎのみみっく!!
うさぎのみみっく！！は、日本のアイドルグループ。元々福岡県を中心に活動していたが、2018年より拠点を東京に移している。通称・うさみみ。所属事務所はアイメロディプロモーション。

## 概要
月に住むウサギに「擬態（Mimic）」し、ライブパフォーマンスで地球征服を目論むというコンセプトで、福岡を中心にライブ活動を行っていた。「！！」はウサギの耳と目を表しており、全角表記が正式である。
2014年の結成時は10人でスタートしたが、脱退が相次ぎ2015年に活動休止。2016年の活動再開時より4人でのフォーメーションを基本とするようになった。
2017年に発表された「シンメトリック」は、配信限定（フリーダウンロードのみ）ながら、吉田豪が「CROSSBEAT YEARBOOK 2017-2018」（シンコーミュージック・エンタテイメント）において2017年のベストソングに挙げている。南波一海は2017年12月28日配信の「南波一海のアイドル三十六房 年忘れ!2017 R-グランプリ」（タワレコTV）において、川上きららのソロ曲「ショコラティオレ」を6位に挙げているが、「「シンメトリック」がCD-Rでリリースされていれば1位だった」とコメントしている。しかし、4人でなければ歌えない楽曲ということでメンバー2人が脱退した2017年10月8日以降封印されてきた。
掟ポルシェによる雑誌のインタビューで、運営のナガタタクヤは2018年春を目途に活動拠点を福岡から東京に移す予定と語っていたが、2018年9月1日、新メンバーとして井出ちよの（3776）と染谷すずが加入し4名+公式マスコットで活動することが発表された。しかし、染谷が脱退したこともあり、グループとしての活動は休止状態となり、川上きららのソロ活動がメインとなった。
2020年に入り、3月1日に川上きららのソロアルバムがリリース。同年3月16日、3776公式ブログで井出が大学進学のため上京することに伴いうさぎのみみっく！！としての活動が本格化することが報告。さらに3月22日には、児玉律子（FAREWELL, MY L.u.v）の加入が発表され、メンバー4人が揃うこととなった。また、新山ひなも4月4日にソロアルバムをリリース、本格的にソロ活動を開始する。しかし、児玉のFAREWELL, MY L.u.v脱退（のちにうさぎのみみっく！！も脱退）もあり活動休止状態が続いた。
2023年2月に荒瀬みうが加入、同年4月5日に1stアルバム『ムーンライトストリート』をリリース。4月7日には発売記念ライブを開催、5年半ぶりに「シンメトリック」を披露。
2024年12月、新山ひな・川上きらら・井出ちよのが脱退。

## メンバー
| 名前      | よみ        | 誕生日 | 担当カラー | 備考              |
| --------- | ----------- | ------ | ---------- | ----------------- |
| 荒瀬 みう | あらせ みう | 9月6日 | 黄色       | 2023年2月17日加入 |

### 過去のメンバー
※2016年活動再開後のメンバーのみ
| 名前                     | よみ            | 担当カラー | 備考                                                                                                |
| ------------------------ | --------------- | ---------- | --------------------------------------------------------------------------------------------------- |
| 奥 望                    | おく のぞみ     |            | 2016年12月25日脱退                                                                                  |
| 西野 舞里                | にしの まいり   |            | 2017年10月8日脱退                                                                                   |
| 小林 桃歌                | こばやし ももか |            | サポートメンバーとして2017年5月3日加入、同年10月8日脱退                                             |
| 清水 かれん              | しみず かれん   | 黄色       | 2018年1月7日加入、同年9月1日脱退。 2019年、「松河かれん」名義でティアラインのメンバーとしてデビュー |
| 染谷 すず                | そめや すず     |            | 2018年9月1日加入、ライブ活動は行わず脱退                                                            |
| ナツイ・フェスタ・マリナ |                 | 水色       | 「公式マスコット」として2018年7月22日加入、2021年9月9日卒業                                         |
| 児玉 律子                | こだま りつこ   | 黄色       | 2020年3月22日加入、FAREWELL, MY L.u.v兼任、2022年12月30日脱退                                       |
| 川上 きらら              | かわかみ きらら | 紫         | オリジナルメンバー、2024年12月脱退                                                                  |
| 新山 ひな                | にいやま ひな   | 赤         | 2015年加入、2021年5月16日-2022年3月25日「りるひな」名義でO'CHAWANZサポーターズ兼任、2024年12月脱退  |
| 井出 ちよの              | いで ちよの     | 緑         | 2018年9月1日加入、3776、nicora ray ark兼任、2024年12月脱退                                          |

## 略歴

### 2014年
- 11⽉4⽇結成。

### 2015年
- 1月12日、西新MONOGRAMにて初ライブを行う。
- 6月、メンバー脱退などで活動が困難に、活動を休止。

### 2016年
- 6月、愛踊祭にて活動を再開する。現体制（4人フォーメーション）となる。
- 10月、U.M.U AWARD九州大会に出場。現体制での初ライブとなる。
- 12月25日、奥望が脱退。3人体制となる。

### 2017年
- 5月3日、小林桃歌がサポートメンバーとして加入。4人体制となる。
- 8月8日、3776全国行脚ツアーin福岡（那珂川町（現那珂川市） AppleBoutique）で井出ちよのと初共演[12]。
- 9月24日、りんご音楽祭2017に出演。
- 10月8日、西野舞里、小林桃歌が脱退。2人体制となる。
- 10月28・29日、High Lisk 2017 in 長崎（稲佐山公園ステージ・キャパ15000人）出演。
- 11月25日、U.M.U AWARD2017決勝大会（渋谷）に九州地区代表として審査員推薦枠で出演。
- 12月29日、アイドル楽曲大賞2017「インディーズ/地方アイドル楽曲部門」にて「シンメトリック」が22位となる。

### 2018年
- 1月7日、清水かれんが加入。3人体制となる。「吉田豪×南波一海 アイドル伝説 Vol.9&10」（大阪・バナナホール）で児玉律子が所属するFAREWELL, MY L.u.vと初共演。
- 6月30日、TOKYO IDOL FESTIVAL 2018出場をかけた「アザーレコメンドLIVE」に出演。
- 7月22日、ナツイ・フェスタ・マリナが加入。「担当パート：マスコット、担当カラー：水色、年齢：7歳」を自称[13]。実際の顔出しやステージに立つことはなくSNS発信・作詞などを担当（実質上のバーチャルアイドル）。
- 9月1日、川上きららソロデビューライブにて新体制発表。井出ちよの・染谷すず加入、同時に清水かれん脱退。

### 2020年
- 3月1日、川上きららソロ アルバム『16歳のアリス』リリース。
- 3月22日、この日行われた「川上きららアコースティックライブwith児玉律子」（小岩ライブシアターオルフェウス）にゲスト出演していた児玉律子がうさぎのみみっく！！に加入することを発表。
- 4月4日、新山ひなソロ デビューアルバム『みんなが変化球に走るので、私、アイドルを独占させてもらいます。』リリース（同日予定されていたソロライブは延期）。
- 4月13日、TBSラジオ「アフター6ジャンクション」にてうさぎのみみっく！！特集を放送[14]。
- 4月17日、「吉田豪×南波一海の"このアイドルが見たい"配信版」（LOFT9 Shibuya）にて、新山ひなが初のソロでのパフォーマンス[15]。川上きららはテレビ電話で福岡から出演[16]。
- 4月18日、ゲストMCに吉田豪を迎え、YouTube Liveで「うさみみサミット2020」を配信。リモート会議システムを利用して現メンバー4人が初めて揃った。

### 2021年
- 7月1日、川上きららソロ 2ndアルバム『Candy Sweetie Coat』リリース。
- 9月9日、ナツイ・フェスタ・マリナの卒業を発表[17]。
- 10月23日、川上きららソロ、歌の不調を原因とし、ステージ活動の休止を発表。

### 2022年
- 12月17日、新山ひなソロ シングル『どりーみんハート』（作詞・作曲・編曲：中村さんそ）を配信リリース。
- 12月30日、児玉律子の脱退を発表。

### 2023年
- 2月11日、各メンバーの新アー写を公開。公開は隔日で行われ、2月17日には四人目に新メンバーとして荒瀬みうの加入が発表された。
- 4月5日、1stアルバム『ムーンライトストリート』発売。
- 4月7日、「うさぎのみみっく！！ 1stAlbum『ムーンライトストリート』発売記念ツアー2023 東京公演」（Zirco Tokyo）開催。
- 11月4日、ミニアルバム『あこ～すてぃっく！！』 リリース。
- 11月18日、『あこ～すてぃっく！！』リリース記念として、アコースティック編成でのイベント（目黒カフー）を開催。

### 2024年
- 10月10日、11月4日にリリース予定であった2ndアルバムの発売延期を発表[18]。
- 11月4日、定期公演『うさみみアワー』番外編として「アルバム発売延期ごめんねフリーライブ」（渋谷CYCLONE）を開催[19]。
- 12月16日、かねてより精神面の不調が続いていた新山ひなが脱退、またこれを受けメンバーの話し合いの後、川上きらら・井出ちよのが運営との方向性の相違を理由に脱退を発表[11]。

## ディスコグラフィ
うさぎのみみっく！！名義の曲は作詞・作曲・編曲は全てボカロPのInagiによるもの。メンバーソロ曲は吉田由香里が制作。

### デモCD
※すべてCD-Rでリリース
- ミラクルO'clock（2017年3月発売）
- しずくとカーテン（2017年4月発売）
- 透明バルーン（2017年6月発売）
- 神様がいるのなら（2017年11月発売）※「うさぎのみみくそ。」名義

### メンバーソロ

#### 川上きらら
シングル
- ショコラティオレ（2017年10月発売）※CD-R
- MintRoad（2018年9月発売）
- 水色のマテリアル／ずっきんドッキン！！Sympathy（2019年4月発売）

アルバム

#### 新山ひな
アルバム

### 限定CD
- 透明バルーン（アコースティック ver.） （2017年9月）- 遠征のカンパを募った際にお礼（特典）として配布された。

### 配信限定
- シンメトリック （2017年9月16日） - 「りんご音楽祭 presents RINGOOO A GO-GO 2017 COMPILATION ALBUM」収録。OTOTOYサイトよりフリーダウンロードで入手可[20]。

## メディア出演

### 雑誌
- 月刊TaSHITE 2017年9月号「南波一海に学ぶ！ご当地アイドルのミカタ！」
- ヤングチャンピオン烈（秋田書店） 2017年No.10「美少女ハッケン!」（瀬口たかひろ）
- 別冊少年チャンピオン（秋田書店） 2018年4月号「掟ポルシェの死ぬ気!全力音楽塾」